# بالگارسکا پولیانا
بالگارسکا پولیانا (به لاتین: Balgarska polyana) یک منطقهٔ مسکونی در بلغارستان است که در شهرستان توپولوفگراد واقع شده‌است.